# Веденяпіно (село, Пачелмський район)
Веденя́піно (рос. Веденяпино) — село у складі Пачелмського району Пензенської області, Росія.
Населення — 99 осіб (2010; 142 у 2002).
Національний склад станом на 2002 рік:
- росіяни — 99 %